# Lukko
Lukko of Rauman Lukko (Fins voor slot) is een Finse ijshockeyclub die uitkomt in de SM-liiga. Hun thuisbasis is de Kivikylän Areena in Rauma. Ze wonnen eenmaal het Fins Kampioenschap, namelijk in 1963.

## Huidige spelers

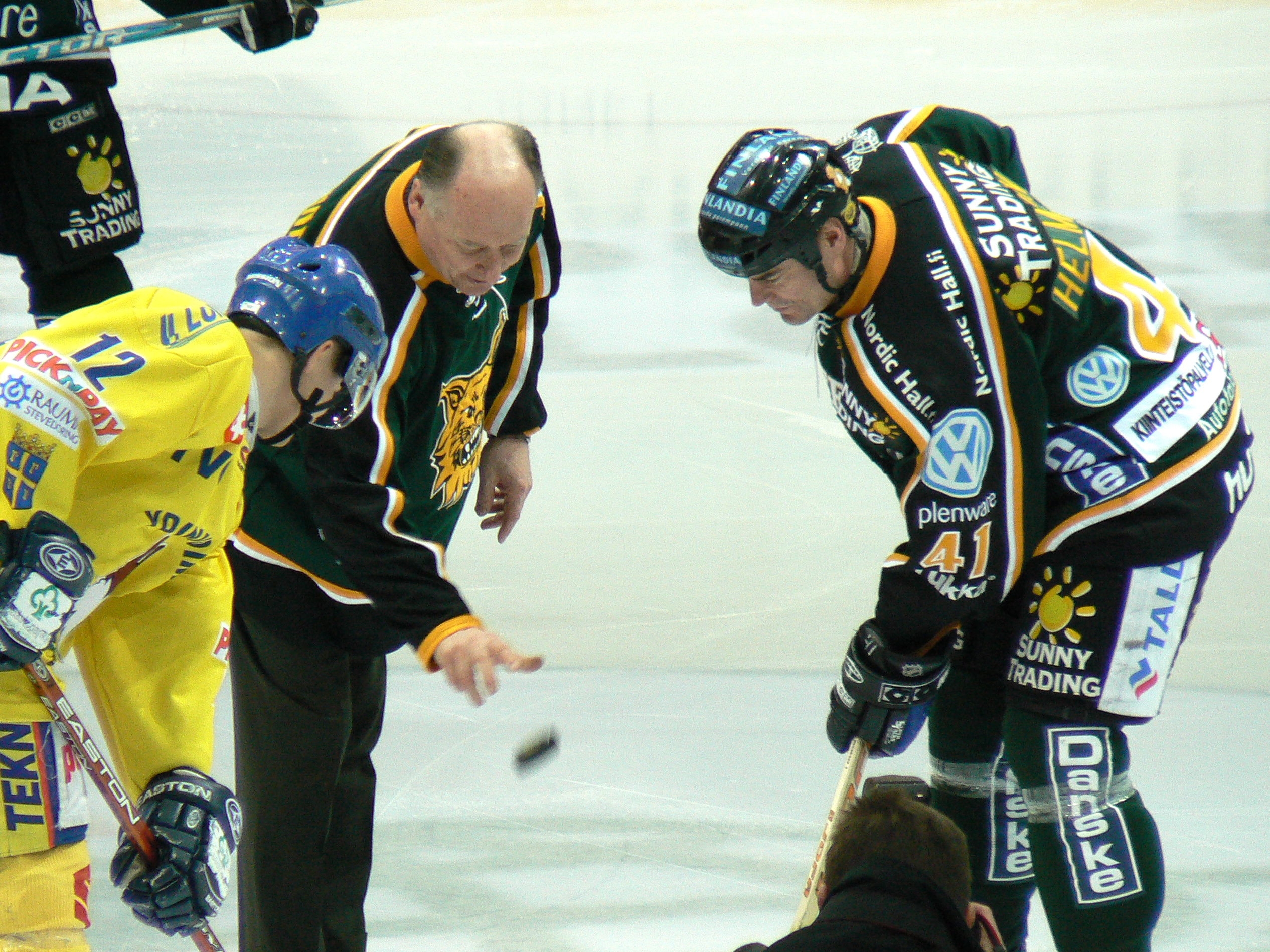
Ceremoniële face-off in een wedstrijd tussen Ilves en Lukko

| Doelverdedigers | Doelverdedigers | Doelverdedigers | Doelverdedigers | Doelverdedigers | Doelverdedigers  | Doelverdedigers |
| Nummer          | Nationaliteit   | Speler          | Vangt met       | Contract tot    | Geboorteplaats   |                 |
| --------------- | --------------- | --------------- | --------------- | --------------- | ---------------- | --------------- |
| 30              | FIN             | Mika Noronen    | L               | 2011            | Tampere, Finland |                 |
| 89              | FIN             | Antti Raanta    | L               | 2011            | Rauma, Finland   |                 |

| Verdedigers | Verdedigers   | Verdedigers            | Verdedigers | Verdedigers  | Verdedigers           | Verdedigers |
| Nummer      | Nationaliteit | Speler                 | Schiet met  | Contract tot | Geboorteplaats        |             |
| ----------- | ------------- | ---------------------- | ----------- | ------------ | --------------------- | ----------- |
| 3           | FIN           | Tony Vidgren           | L           | 2011         | Turku, Finland        |             |
| 5           | FIN           | Jussi Pernaa           | L           | 2013         | Kauhava, Finland      |             |
| 6           | FIN           | Anssi Rantanen         | L           | 2012         | Punkalaidun, Finland  |             |
| 22          | FIN           | Jesse Virtanen         | L           | 2013         | Rauma, Finland        |             |
| 24          | FIN           | Juha-Petteri Purolinna | L           | 2011 (2012)  | Helsinki, Finland     |             |
| 25          | FIN           | Tomi Pettinen          | L           | 2012         | Ylöjärvi, Finland     |             |
| 34          | CAN           | Nolan Pratt            | L           | 2011         | Fort McMurray, Canada |             |
| 38          | FIN           | Teemu Aalto            | R           | 2012         | Kokkola, Finland      |             |
| 44          | FIN           | Otto Honkaheimo        | L           | 2011         | Rauma, Finland        |             |
| 55          | FIN           | Harri Tikkanen         | R           | 2011         | Lappeenranta, Finland |             |
| 85          | FIN           | Mikko Kuukka           | L           | 2012         | Hämeenkyrö, Finland   |             |

| Aanvallers | Aanvallers    | Aanvallers        | Aanvallers | Aanvallers | Aanvallers   | Aanvallers                    |
| Nummer     | Nationaliteit | Speler            | Schiet met | Positie    | Contract tot | Geboorteplaats                |
| ---------- | ------------- | ----------------- | ---------- | ---------- | ------------ | ----------------------------- |
| 9          | FIN           | Juhani Jasu       | R          | A          | 2011         | Eurajoki, Finland             |
| 11         | FIN           | Eero Elo          | R          | A          | 2013         | Rauma, Finland                |
| 14         | FIN           | Juuso Rajala      | L          | M          | 2012         | Tampere, Finland              |
| 15         | FIN           | Perttu Lindgren   | L          | M          | 2012         | Tampere, Finland              |
| 16         | LAT           | Aleksejs Širokovs | R          | M          | try-out      | Riga, Letland                 |
| 17         | CAN           | Kurtis McLean     | R          | RF         | 2012         | Kirkland Lake, Canada         |
| 18         | FIN           | Aki Kangasmäki    | L          | A          | 2012         | Rauma, Finland                |
| 19         | FIN           | Janne Keränen     | L          | A          | 2012         | Nurmijärvi, Finland           |
| 20         | FIN           | Teemu Nurmi       | R          | F          | 2012         | Tampere, Finland              |
| 21         | FIN           | Nico Aaltonen     | L          | LF         | 2011         | Lappeenranta, Finland         |
| 23         | FIN           | Lauri Tukonen     | R          | RF         | 2013         | Hyvinkää, Finland             |
| 28         | FIN           | Samuli Kivimäki   | R          | A          | 2012         | Vaasa, Finland                |
| 31         | FIN           | Miikka Tuomainen  | L          | LF         | 2011         | Turku, Finland                |
| 32         | USA           | Justin Morrison   | R          | A          | 2011         | Los Angeles, Verenigde Staten |
| 51         | FIN           | Olli Palola       | R          | A          | 2012         | Oulu, Finland                 |
| 71         | CZE           | Jakub Petruzalek  | R          | A          | 2011         | Litvínov, Tsjechië            |